# Општина Гиорок (Арад)
Гиорок (рум. Ghioroc) општина је у Румунији у округу Арад.
Oпштина се налази на надморској висини од 138 m.